# Vritra
O dragão Vritra é um Asura que personificava a seca no Hinduísmo e que guardava no submundo a água de rios, lagos e demais fontes de água doce. Foi derrotado por Indra, Rei dos Devas.